# Couvent des Dominicains de Carpentras
Pour les articles homonymes, voir Couvent des Dominicains.
Le couvent des dominicains de Carpentras est un ancien couvent religieux, aujourd'hui utilisé comme office du tourisme, et espace culturel.

## Histoire
Le Couvent des dominicains de Carpentras date de 1312. À l'époque de sa construction, le bâtiment se situait extra-muros, près de la porte Notre-Dame-du Grès, du nom d'un ancien monastère situé non loin, et démoli en 1647. L'église a été reconstruite au XVe siècle, et consacré en 1499. Les religieux et les familles notables de Carpentras s'y faisaient enterrés. Le cloître a été réaménagé en 1641, à l'initiative de Henri de Sourdis, archevêque de Bordeaux. À l'issue des agrandissements successifs, la superficie du couvent et de ses dépendances englobaient les actuelles rue du Vieux-Hôpital, et rue du Docteur Barjavel, au nord, longeait l'allée des Platanes, à l'est, pour s'étendre  jusqu'à l'actuel square Pierre de Champeville, à l'ouest. Fermé en 1791, les religieux réinstallèrent une communauté dans les lieux, de 1860 à 1903. 
Durant la Révolution française et sous le Premier Empire, le couvent est transformé en caserne, pour y loger des compagnies d'artilleurs et de tirailleurs. Après une vie religieuse, puis militaire, l'histoire du bâtiment se tourne vers une vie culturelle, en tant que théâtre et de cinéma, jusque dans les années 1960. 
Il accueille, de nos jours, un pôle touristique (dont le coût de réhabilitation des bâtiments s'est élevé à 5 millions d'euros), regroupant l'office du tourisme de Carpentras, ainsi qu'un centre du patrimoine du Comtat Venaissin, et un espace consacré au production du terroir local. Les locaux du Parc Naturel Régional du Mont-Ventoux y sont également situés. Le cloître est transformé en parking.
Le chœur du couvent des dominicains est inscrit au titre des monuments historiques par arrêté du 9 juin 1932.

## Bâtiment
Le couvent était constitué d'une église, comprenant 14 chapelles latérales (7 au nord, 7 au sud), un couvent conventuel et un cloître. 